# Actias australovietnama
Actias australovietnama là một loài bướm đêm trong họ Saturniidae. Loài này được tìm thấy ở Việt Nam.